# 다누리 (포털)
다누리는 대한민국 여성가족부가 여성부 몫의 복권기금 일부를 지원하여 한국건강가정진흥원에서 운영하는 다문화가정 지원 포털사이트이다. 슬로건은 '아름다운 소통, 함께하는 문화'이며 이름은 다양한 문화를 상징하는 '다(多)'와 홈페이지의 우리말 누리집의 '누리'의 조합어로 '다양한 가족 모두가 누리다'는 뜻이다. 2009년 4월에 서비스를 시작하였으며, 다문화가족지원 사이트중 규모가 제일 크다. 한국생활정보, 학습정보, 전국다문화가족지원센터 정보, 자료실, 다문화 소식 등 다양한 정보를 10개 언어로 제공한다. 2009년부터 2012년까지 여성가족부가 운영하다가 2013년부터 민간경상보조 사업으로 공공기관인 (재)한국건강가정진흥원(전국다문화가족지원단)에 위탁하여 운영하고 있다.

## 연혁
- 2009년 4월 다문화가족지원 포털 <다누리> 개설
4개 언어 서비스(한국어, 영어, 중국어, 베트남어)
- 2010년 2개 언어 추가 서비스(타갈로그(필리핀)어, 크메르(캄보디아)어)
다문화가족 정보매거진 Rainbow+ 웹진 서비스
- 2011년 2개 언어 추가 서비스(몽골어, 러시아어)
다누리 및 전국 다문화가족지원센터 홈페이지 전면 리뉴얼
- 2012년 외부 콘텐츠 연계 기능 추가
개인정보보호 강화 및 웹접근성 인증마크 획득
- 2013년 2개 언어 추가 서비스(일본어, 태국어)
신규 다문화가족지원센터 홈페이지 개설
- 2014년 모바일 서비스(다누리 앱) 시행

## 제공하는 서비스

### 한국생활정보
- 체류·국적 취득정보, 교육지원, 취업지원, 한국생활, 의료지원, 긴급지원, 생활지원과 관련된 서비스를 안내하고, 주한대사관 연락처 안내

### 학습정보
- 한국생활안내[2] : 한국의 생활정보를 배울 수 있는 애니메이션 동영상(똑똑한 한국살이, 편리한 한국살이, 따뜻한 한국살이, 행복한 한국살이)
- 한국어 회화지원[3] : 결혼이민자가 자주 접하는 일상생활 속 에피소드를 통해 한국어를 학습할 수 있는 애니메이션 동영상(다미씨의 한국살이)
- 나라별 문화소개[4] : 결혼이민자 출신국의 언어와 문화를 놀이를 통해 배울 수 있도록 만든 애니메이션 동영상(모뇽 알고싶어요)
- 다문화 이해[5] : 다양한 나라들의 특징과 문화차이를 이해할 수 있도록 돕는 동영상

### 센터정보
- 전국 214개 다문화가족지원센터의 주소, 전화번호 안내와 홈페이지 바로가기 서비스 제공
- 센터별 채용정보, 프로그램 안내, 포토뉴스 제공

### 상담실
- Q&A : 한국생활에서 궁금해하는 대표적인 질문과 안내
- 1:1상담실 : 비공개로 운영되고 10개 언어 상담을 지원하는 1:1 상담실

### 자료실
- 다문화가족과 결혼이민자의 실생활에 도움이 되는 다문화자료, 다문화가족지원센터 직원 및 다문화 활동가를 위한 다문화활동가 자료, 결혼이민자 현황 등을 알 수 있는 통계자료, 다문화관련 법령정보를 확인할 수 있는 정책자료 제공

### 다문화소식
- (재)한국건강가정진흥원(전국다문화가족지원단) 관련 정보를 안내하는 공지사항, 다문화 관련 지역의 정보를 알려주는 지역소식, 언론보도와 다누리서포터즈(다문화가족모니터링단, 다누리기자단)의 활동 소식을 전하는 현장소식 서비스

### 다누리 소개
- 다문화가족지원 포털 <다누리> 의미와 CI 안내

### Rainbow+[6]웹진
- 10개 언어(다국어 9개, 한국어 병기) 다문화가족 대표 매거진 Rainbow+ 웹진 운영
- e-book, PDF 서비스 제공

### 한국생활가이드북 웹진[7]
- 대한민국 소개, 외국인지원 서비스, 체류 및 국적취득, 한국문화와 생활, 임신과 육아, 자녀교육, 건강과 의료, 사회보장제도, 취업과 근로의 총 9개 영역과 다문화가족지원센터, 이주여성긴급지원센터, 출입국관리사무소 등 주요 다문화 관련 지원 기관의 정보로 구성된 부록이 수록된 한국의 생활·행정 정보를 제공하는 한국생활가이드북 웹진 운영
- e-book, PDF 서비스 제공